# Stigmella zelleriella
Stigmella zelleriella là một loài bướm đêm thuộc họ Nepticulidae. Nó được tìm thấy ở Fennoscandia và miền bắc Nga to Anpơ và from Ireland to central Nga.
Some authors consider the form lappovimella to be a distinct species. It occurs in miền bắc Fennoscandia.
Sải cánh dài 4.5-6.2 mm. Con trưởng thành bay từ tháng 4 đến tháng 9.
Ấu trùng ăn Salix lapponum, Salix repens và Salix repens arenaria. Chúng ăn lá nơi chúng làm tổ.